# Paidia rica
Paidia rica és una papallona nocturna de la subfamília Arctiinae i la família Erebidae.
Va ser descrita per Freyer el 1858.
Es troba al sud i centre d'Europa.
L'envergadura alar fa 28-33 mm.
Els adults han estat enregistrats volant de juny a agost amb una sola generació per any.
Les larves alimenten d'algues (incloent-hi espècies de Pleurococcus) i líquens.

## Subespècies
- Paidia rica rica
- Paidia rica fuliginosa Reisser, 1928